# 张洪 (元朝)
张洪，汉族，河间沧州人，13世紀后期蒙古帝国、元朝将軍。
张洪在蒙古帝国担任千户。1261年（中統二年）以功授銀符千户。1262年（中統三年）参与讨伐李璮，包围济南，賜金符，進升为武衛親将軍千户。1267年（至元四年）督理修建新首都大都城，赏金织衣。1274年（至元十一年）随军攻打南宋，参与五河口之战。1275年（至元十二年）出守鄭陽郡。
1277年（至元十四年），昔里吉在北方蒙古高原起兵反叛忽必烈，張洪被派遣北征。擢升为宣武将军、侍卫亲军总管，征伐昔里吉的侄子撒里蛮。遠征回军至和林塔迷儿之地，辎重为敌兵所掠。1279年（至元十六年）改授宣命广威将軍、左衛親軍副都指揮使。1280年（至元十七年）加安遠大将軍。1287年（至元二十四年）跟随忽必烈亲征乃颜。翌年，以昭毅大将军致仕。
其子張奉政継承千户之位，授武墨将軍、僉左衛親軍都指揮司事。1295年（元貞元年）提調左衛屯田、得粟餘十万斛。1307年（大德十一年）張奉政去世，他的儿子張庸襲職。